# Traité d'Aranjuez (1777)
Pour les articles homonymes, voir Traité d'Aranjuez.
Le traité d'Aranjuez du 3 juin 1777 du nom de la ville espagnole d'Aranjuez proche de Madrid où il est signé, appelé aussi traité des Limites est celui par lequel est établie la frontière entre la partie espagnole, et le territoire français de l'île Hispaniola (Saint-Domingue), avec un nouveau tracé qui rend à l'Espagne une partie du territoire aux mains des Français, en particulier la partie centrale qui lui avait été accordée lors du précédent traité de 1697, le Traité de Ryswick signé à Rijswijk, ville hollandaise des faubourgs de La Haye, qui mit fin à la guerre de la Ligue d'Augsbourg entre Louis XIV et la Grande Alliance. 
La nouvelle frontière suivait au nord le fleuve Dajabon et au sud le fleuve Saturnales, ces deux tracés étant reliés dans la partie centrale par les contours des lacs Azuei et Enriquillo, laissant aux Espagnols la haute et moyenne vallée de l'Artibonite. Ce traité d'Aranjuez, qui repousse les Haïtiens au-delà de la ligne elliptique Hinche-Mirebalais, est parfois encore évoqué pour justifier le souhait d'une plus forte implication à l'ouest de la République dominicaine.

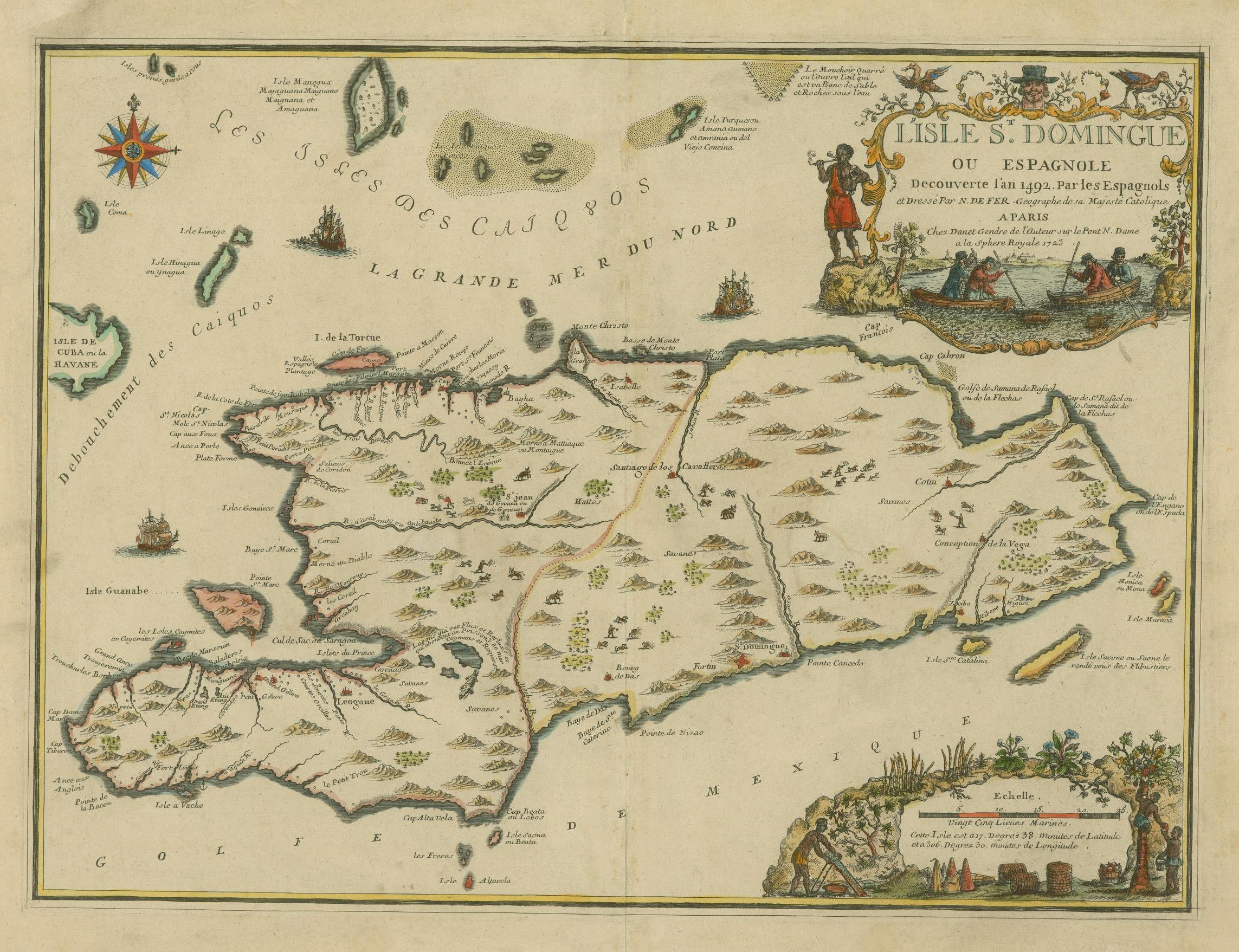
Carte de l'Île de Saint-Domingue de 1723.

De 1710 à 1777, les Espagnols comme les Français contestent régulièrement les limites que chaque pays a pourtant définies et une série de conflits sur « les limites » montre que chaque puissance a tendance à empiéter considérablement sur le territoire de l'autre et à utiliser la présence de colons pour justifier ses interventions.
En 1777, le territoire espagnol ne compte alors que 117 000 habitants mais s'étend sur les trois-quarts de l'île et c'est pourtant lui qui s'agrandit au détriment de la partie française, pourtant en pleine croissance et déjà utilisée intensivement sur le plan agricole, ainsi que desservie par une importante infrastructure maritime et terrestre.
Les grandes fermes d'élevage extensif de la partie espagnole ne vendaient qu'un peu de bétail aux plantations de culture intensive du sucre de la partie française, par laquelle transitaient toutes les données d'importation. Les périodes de froid entre les deux puissances ont obligé la partie française à recourir au poisson séché ou salé du littoral nord-américain, habitude qui s'est ensuite perpétuée.
C'est à ce traité d'Aranjuez, au temps du Pacte de famille entre les Bourbons, que la frontière a été formellement tracée entre les deux parties de l'île de Saint-Domingue. Madrid tentera ensuite de récupérer tout le territoire de l'Ouest, mais le contraire arriva au traité de Bâle en 1795, lorsque la partie espagnole sera cédée à la France, les Anglais ayant eux signé avec les grands planteurs blancs le traité de Whitehall pour empêcher l'abolition de l'esclavage finalement décidé par la Révolution française.
Le traité permet à la France de mobiliser symboliquement l'Espagne pour décourager les Anglais d'être trop actifs au Sud et à l'Ouest des États-Unis pendant la guerre d'indépendance, des secteurs qui leur avaient donné un avantage lors de la guerre de Sept Ans. Il permet à l'Espagne d'afficher une certaine stabilité des frontières sur le site historique et symbolique d'Hispaniola, dans les zones centrales qui sont en fait progressivement investies par les planteurs français.
Deux ans plus tard, alors que la guerre d'indépendance américaine a commencé le 4 juillet 1777, la convention d'Aranjuez, toujours entre l'Espagne et la France, assure l'appui — coûteux et limité — de l'Espagne (1779) à la France et son allié américain.
La signature de la convention franco-espagnole d'Aranjuez de 1779 stipule aussi qu'il n'y aura pas de paix entre la France et la Grande-Bretagne tant que Gibraltar sera britannique. L'offensive franco-espagnole sur Gibraltar du 13 septembre 1782 se soldant par un échec, lors du traité de Versailles de 1783, la Grande-Bretagne se montrera prête à céder Gibraltar moyennant des compensations par l'intermédiaire de la France. Mais celle-ci voulant à cette époque se rapprocher de la Grande-Bretagne ne le fit pas savoir à Madrid. Résultat, par le traité de Versailles, l'Espagne (qui avait aidé la France par l'envoi de bateaux lors de la guerre d'indépendance américaine) récupère l'île de Minorque et acquiert la totalité de la Floride mais pas le rocher de Gibraltar (Les Manuscrits du CEDRE : Le royaume d'Espagne, vol. II, p. 153 et 154).